# 散文诗 (杂志)
《散文诗》是中华人民共和国文学杂志，主要刊载散文诗，杂志创办于1985年，为国家重点期刊。杂志社位于湖南省益阳市康富南路18号，由卜寸丹任总编。